# Verband der Fährschifffahrt und Fährtouristik
Der Verband der Fährschifffahrt und Fährtouristik e. V. (kurz VFF) ist ein Zusammenschluss von europäischen Fährunternehmen mit Sitz in Hamburg. Der Fährverband wurde am 8. Juni 1995 von 15 Fährreedereien gegründet.

## Aufgaben
Zu den Hauptaufgaben des Verbandes zählt die allgemeine Vertretung der Branche, die Öffentlichkeitsarbeit, die Durchführung von Schulungsprogrammen für die Touristikbranche sowie die Information über den gesamten Bereich der Fährschifffahrt.

## Die Mitglieder
Der Verband hat 30 ordentliche Mitglieder (Fährunternehmen) und 30 außerordentliche Mitglieder aus dem Bereich der Touristik (Stand September 2024). Die Verbandsmitglieder betreiben Fährschiffe verschiedener Bauart in allen europäischen Fahrtgebieten, angefangen mit der klassischen Passagierfähre über Kombifähren wie Cruise-Ferries (mit der Funktion auch als Kreuzfahrtschiff) und RoPax-Schiffen (auch Frachttransport) bis hin zu Schnellfähren.
- AFRICA MOROCCO LINK
- ANEK LINES
- Blue Star Ferries
- Color Line
- Corsica Ferries - Sardinia Ferries
- Destination Gotland
- DFDS
- Eckerö Line
- Finnlines
- Fjord Line
- Förde Reederei Seetouristik, mit den Tochterunternehmen
  - FRS Elbfähre
  - FRS Helgoline
  - FRS Syltfähre
- Grandi Navi Veloci
- Grimaldi Lines
- Hellenic Seaways
- Isle of Man Steam Packet Company
- Minoan Lines
- Moby Lines
- P&O Ferries
- Scandlines
- Smyril Line
- Stena Line
- Superfast Ferries
- Tallink Silja Line
- Tirrenia
- Toremar
- Viking Line

### Außerordentliche Mitglieder
Außerordentliche Mitglieder des VFF sind Unternehmen, die eng mit den Fährunternehmen verbunden sind. Hierzu gehören u. a. die Fremdenverkehrsämter von Estland, Finnland, Irland und Schweden, Reiseveranstalter, fährspezifische Reisebüros und andere touristische Unternehmen.

## Mitgliedschaften
Der Verband ist Mitglied in den folgenden Branchenverbänden:
- Deutscher Reiseverband e. V. (DRV)
- RDA Internationaler Bustouristik Verband e.V.
- Internationaler Verband der Paketer e.V. (VPR)
- asr Allianz selbständiger Reiseunternehmen – Bundesverband e.V.

Darüber hinaus engagiert sich der VFF im Aktionsbündnis Tourismus Vielfalt.